# What Price Hollywood?
What Price Hollywood? är en amerikansk långfilm från 1932 i regi av George Cukor, med Constance Bennett, Lowell Sherman, Neil Hamilton och Gregory Ratoff i rollerna.
Filmen fick flera uppföljare (även om manuset blev omarbetat), bland annat Skandal i Hollywood 1937 och En stjärna föds 1954.

## Rollista
| Constance Bennett | – Mary Evans   |
| Lowell Sherman    | – Max Carey    |
| Neil Hamilton     | – Lonny Borden |
| Gregory Ratoff    | – Julius Saxe  |
| Brooks Benedict   | – Muto         |
| Louise Beavers    | – Hembiträde   |